# Fussballclub Pasching 2013-2014
Questa voce raccoglie le informazioni riguardanti il Fussballclub Pasching nelle competizioni ufficiali della stagione 2013-2014.

## Stagione
La squadra partecipa al campionato di terza serie.
In virtù della vittoria della ÖFB-Cup 2012-2013, la squadra partecipa alla UEFA Europa League uscendo ai play-off contro l'Estoril.

## Rosa
| N. |                    | Ruolo | Calciatore         |
| -- | ------------------ | ----- | ------------------ |
|    | Austria (bandiera) | P     | Hans-Peter Berger  |
|    | Austria (bandiera) | P     | Armin Gremsl       |
|    | Austria (bandiera) | P     | Michael Höfler     |
|    | Austria (bandiera) | P     | Andreas Michl      |
|    | Croazia (bandiera) | D     | Duje Ćaleta-Car    |
|    | Croazia (bandiera) | D     | Marko Dusak        |
|    | Austria (bandiera) | D     | Lukas Gabriel      |
|    | Austria (bandiera) | D     | Martin Grasegger   |
|    | Croazia (bandiera) | D     | Davorin Kablar     |
|    | Austria (bandiera) | D     | Stefan Petrovic    |
|    | Austria (bandiera) | D     | Mark Prettenthaler |
|    | Austria (bandiera) | D     | Marco Perchtold    |
|    | Austria (bandiera) | D     | Peter Riedl        |
|    | Austria (bandiera) | C     | Ali Hamdemir       |

| N. |                    | Ruolo | Calciatore            |
| -- | ------------------ | ----- | --------------------- |
|    | Austria (bandiera) | C     | Matthias Felber       |
|    | Austria (bandiera) | C     | Daniel Kerschbaumer   |
|    | Austria (bandiera) | C     | Dominik Kirschner     |
|    | Austria (bandiera) | C     | Thomas Krammer        |
|    | Austria (bandiera) | C     | Philipp Schobesberger |
|    | Austria (bandiera) | C     | Daniel Sobkova        |
|    | Austria (bandiera) | C     | Markus Blutsch        |
|    | Spagna (bandiera)  | C     | Nacho Casanova        |
|    | Austria (bandiera) | A     | Lukas Katnik          |
|    | Austria (bandiera) | A     | Patrick Pfennich      |
|    | Austria (bandiera) | A     | Ronald Brunmayr       |
|    | Austria (bandiera) | A     | Christian Mayrleb     |
|    | Austria (bandiera) | A     | Lukas Mössner         |
|    | Nigeria (bandiera) | A     | Yusuf                 |